# Річард Ендерсон (художник)
Річард Ендерсон (англ. Richard Anderson) — американський концепт-художник, ілюстратор і художник. Він отримав нагороду Spectrum Award у 2011 році, нагороду Гільдії артдиректорів за найкращий дизайн фентезі-фільму у 2015 році, а також став останнім, хто отримав нагороду Gemmell Award за найкращу обкладинку фантастичного фільму. Ендерсон створив обкладинки для десятків книг, концепт-арт для кількох фільмів, працюючи як фрілансером, так і для конкретних компаній.

## Біографія
Річард Ендерсон народився у Монтані, де жив у трейлері. Він почав малювати ще в юності й мав труднощі в школі. Після закінчення середньої школи він вступив до Інституту мистецтв Сіетла, який закінчив після того, як зосередився на малюванні.
У 2003 році він почав працювати художником в NCSoft (зокрема в ArenaNet), де працював над іграми Guild Wars. Пропрацювавши в NCSoft вісім з половиною років, він перейшов до MPC, де пропрацював до 2011 року. Він виграв нагороду Gold Spectrum Award 2011 року в категорії «Institutional» за Knight March. Потім він працював у Framestore до жовтня 2013 року, після чого почав працювати у Rocksteady Studios.
Ендерсон був номінований на премію Британської асоціації наукової фантастики 2014 року за обкладинку до книги The Mirror Empire. Разом з іншими членами художнього відділу він отримав нагороду Гільдії артдиректорів за найкращий дизайн фантастичного фільму у 2015 році за роботу в якості головного концепт-художника над фільмом «Вартові галактики».
У 2016 році Андерсон був номінований на премію Чеслі за найкращу ілюстрацію до твердої книги для книги The Dinosaur Lords. Того ж року Андерсон також був номінований на Всесвітню премію фентезі як кращий художник. 2018 року він став фіналістом премії Джемелла за найкращу обкладинку в жанрі фентезі для книги Kings of the Wyld.
Ендерсон також займається фрілансом через свою студію Flaptraps Art. Для деяких проєктів він використовує стандартні ескізи на папері, але також використовує планшет Wacom, щоб працювати безпосередньо у Adobe Photoshop. Він також використовує 3D інструменти, такі як SketchUp, Maya, 3ds Max і modo, у своїй роботі з візуалізації.

## Праці

### Обкладинки
Ендерсон створив обкладинки для наступного:
- A Grey Moon Over China by Thomas A. Day (March 2010, Tor Books, ISBN 978-0-7653-6105-9)[12]
- Ghosts of Ascalon by Matt Forbeck and Jeff Grubb (August 2010, Pocket Star Books, ISBN 978-1-4165-8947-1)[13]
- The Iron Shirts by Michael F. Flynn (April 2011, Tor.com, ISBN 978-1-4299-3017-8)[14]
- Ragnarok by Paul Park (May 2011, Tor.com, ISBN 978-1-4299-3698-9)[15]
- Seven Princes by John R. Fultz (January 2012, Orbit Books, ISBN 978-0-316-18786-2)[16]
- Among the Silvering Herd by A. M. Dellamonica (February 2012, Tor.com, ISBN 978-1-4668-0816-4)[17]
- The Scar by Marina Dyachenko and Sergey Dyachenko (February 2012, Tor Books, ISBN 978-0-7653-2993-6)
- Spin the Sky by Katy Stauber (June 2012, Night Shade Books, ISBN 978-1-59780-340-3)
- Faster Gun by Elizabeth Bear (August 2012, Tor.com, ISBN 978-1-4668-2609-0)
- Seven Kings by John R. Fultz (January 2013, Orbit Books, ISBN 978-0-316-18783-1)
- Last Train to Jubilee Bay by Kali Wallace (February 2013, Tor.com, ISBN 978-1-4668-3754-6)
- Terrain by Genevieve Valentine (March 2013, Tor.com, ISBN 978-1-4668-3924-3)
- Seven Sorcerers by John R. Fultz (December 2013, Orbit Books, ISBN 978-0-316-18785-5)
- Subterranean Magazine, Winter 2014 cover (December 2013, Subterranean Press)
- The Anderson Project edited by David G. Hartwell (January 2014, Tor.com, ISBN 978-1-4668-6510-5)
- The Cartography of Sudden Death by Charlie Jane Anders (January 2014, Tor.com, ISBN 978-1-4668-6353-8)
- The Emperor's Blades by Brian Staveley (January 2014, Tor Books, ISBN 978-0-7653-3640-8)
- The Ugly Woman of Castello di Putti by A. M. Dellamonica (April 2014, Tor.com, ISBN 978-1-4668-6838-0)
- The Colonel by Peter Watts (July 2014, Tor.com, ISBN 978-1-4668-7647-7)
- Echopraxia by Peter Watts (August 2014, Tor Books, ISBN 978-0-7653-2802-1)
- The Mirror Empire by Kameron Hurley (August 2014, Angry Robot, ISBN 978-0-85766-556-0)[6]
- The Providence of Fire by Brian Staveley (January 2015, Tor Books, ISBN 978-0-7653-3641-5)
- When the Heavens Fall by Marc Turner (May 2015, Tor Books, ISBN 978-0-7653-3712-2)
- The Sea of Trolls by Nancy Farmer (June 2015, Saga Press, ISBN 978-1-4814-4308-1)
- The Dinosaur Lords by Victor Milán (July 2015, Tor Books, ISBN 978-0-7653-3296-7)[8]
- The Land of the Silver Apples by Nancy Farmer (July 2015, Saga Press, ISBN 978-1-4814-4309-8)
- Time Salvager by Wesley Chu (July 2015, Tor Books, ISBN 978-0-7653-7718-0)
- The Islands of the Blessed by Nancy Farmer (August 2015, Saga Press, ISBN 978-1-4814-4310-4)
- Sunset Mantle by Alter S. Reiss (September 2015, Tor.com, ISBN 978-0-7653-8521-5)
- Empire Ascendant by Kameron Hurley (October 2015, Angry Robot, ISBN 978-0-85766-559-1)
- The Builders by Daniel Polansky (November 2015, Tor.com, ISBN 978-0-7653-8530-7)
- The Glass Galago by A. M. Dellamonica (January 2016, Tor.com, ISBN 978-0-7653-8502-4)
- The Grimm Future edited by Erin Underwood (February 2016, NESFA Press, ISBN 978-1-61037-315-9)
- The Last Mortal Bond by Brian Staveley (March 2016, Tor Books, ISBN 978-0-7653-3642-2)
- The Dinosaur Knights by Victor Milán (July 2016, Tor Books, ISBN 978-0-7653-3297-4)
- Time Siege by Wesley Chu (July 2016, Angry Robot, ISBN 978-0-7653-7754-8)
- The Forgetting Moon by Brian Lee Durfee (August 2016, Saga Press, ISBN 978-1-4814-6522-9)[18]
- Red Tide by Marc Turner (September 2016, Tor Books, ISBN 978-0-7653-3714-6)
- The Burning Light by Bradley P. Beaulieu and Rob Ziegler (November 2016, Tor.com, ISBN 978-0-7653-9086-8)
- Kings of the Wyld by Nicholas Eames (February 2017, Orbit Books, ISBN 978-0-316-36247-4)[10]
- Losing Heart Among the Tall by A. M. Dellamonica (February 2017, Tor.com, ISBN 978-0-7653-9474-3)
- Skullsworn by Brian Staveley (April 2017, Tor Books, ISBN 978-0-7653-8987-9)
- River of Teeth by Sarah Gailey (May 2017, Tor.com, ISBN 978-0-7653-9523-8)[2]
- The Dinosaur Princess by Victor Milán (August 2017, Tor Books, ISBN 978-0-7653-3298-1)
- Taste of Marrow by Sarah Gailey (September 2017, Tor.com, ISBN 978-0-7653-9525-2)[2]
- The Stone in the Skull by Elizabeth Bear (October 2017, Tor Books, ISBN 978-0-7653-8013-5)
- Bloody Rose by Nicholas Eames (August 2018, Orbit Books, ISBN 978-0-316-36253-5)
- War Cry by Brian McClellan (August 2018, Tor.com, ISBN 978-1-250-17016-3)
- The Gutter Prayer by Gareth Hanrahan (January 2019, Orbit Books, ISBN 978-0-356-51151-1)
- Ship of Smoke and Steel by Django Wexler (January 2019, Tor Teen, ISBN 978-0-7653-9724-9)
- The Blackest Heart by Brian Lee Durfee (February 2019, Saga Press, ISBN 978-1-4814-6525-0)[19]
- The Red-Stained Wings by Elizabeth Bear (May 2010, Tor Books, ISBN 978-0-7653-8015-9)
- Dragonslayer by Duncan M. Hamilton (July 2019, Tor Books, ISBN 978-1-250-30673-9)
- The Black Hawks by David Wragg (October 2019, Harper Voyager, ISBN 978-0-00-833141-2)
- The Menace from Farside by Ian McDonald (November 2019, Tor.com, ISBN 978-1-250-24779-7)
- Knight of the Silver Circle by Duncan M. Hamilton (November 2019, Tor Books, ISBN 978-1-250-30682-1)
- The Broken Heavens by Kameron Hurley (January 2020, Angry Robot, ISBN 978-0-85766-562-1)
- City of Stone and Silence by Django Wexler (January 2020, Tor Teen, ISBN 978-0-7653-9727-0)
- The Shadow Saint by Gareth Hanrahan (January 2020, Orbit Books, ISBN 978-0-316-52535-0)
- Servant of the Crown by Duncan M. Hamilton (March 2020, Tor Books, ISBN 978-1-250-30685-2)

### Фільми
Андерсон працював концепт-художником у таких фільмах:
- Прометей (2012)[11]
- Тор 2: Царство темряви (2013)[3]
- Всесвітня війна Z (2013)[3]
- На межі майбутнього (2014)[3]
- Вартові галактики (2014)[2][11][7][20]
- Трансформери: Останній лицар (2017)
- Капітан Марвел (2019)[11]

У 2019 році він працював цифровим художником над фільмом Майбутній король.

### Нагороди та відзнаки
| Рік      | Організація                                         | Назва нагороди, Категорія                                                             | Робота             | Результат | Посилання |
| -------- | --------------------------------------------------- | ------------------------------------------------------------------------------------- | ------------------ | --------- | --------- |
| 2011 рік | Spectrum Fantastic Art                              | Нагорода Spectrum, Institutional                                                      | Knight March       | Золото    | [ 4 ]     |
| 2014 рік | Британська асоціація наукової фантастики            | Премія BSFA , Кращий твір мистецтва                                                   | The Mirror Empire  | Номінація | [ 6 ]     |
| 2015 рік | Гільдія арт-директорів                              | Премія Гільдії арт-директорів, Досконалий дизайн виробництва для фантастичного фільму | Вартові галактики  | Перемога  | [ 7 ]     |
| 2016 рік | Асоціація художників наукової фантастики та фентезі | Премія Чеслі , Найкраща ілюстрація твердої обкладинки                                 | The Dinosaur Lords | Номінація | [ 8 ]     |
| 2016 рік | Всесвітній конвент фентезі                          | Всесвітня премія фентезі , Художник                                                   | -                  | Номінація | [ 9 ]     |
| 2018 рік | Премія Геммелла                                     | Премія Геммелла , Найкраща фентезі обкладинка                                         | Kings of the Wyld  | Перемога  | [ 10 ]    |